# Ardshealach
Ardshealach is een dorp dat ligt op de zuidwestelijke oever van Loch Shiel niet ver van Acharacle in de Schotse Hooglanden.